# 柬埔寨福建会馆
柬埔寨福建会馆，是属于柬埔寨福建人的会馆。柬埔寨福建会馆最早成立于1880年，目前的柬埔寨福建会馆是由柬埔寨福建人后裔于柬埔寨战争后再次成立于1993年3月7日。1999年8月28日柬埔寨福建会馆属下民生学校正式复课。

## 柬埔寨福建会馆属下机构
- 教育：柬埔寨民生学校
- 文化：柬埔寨关帝庙
- 坟场：柬埔寨福建义地